# Carmelo Palomino Kayser
Carmelo Palomino Kayser (Jaén, 8 de febrero de 1952-Granada, 5 de abril de 2000) fue un pintor expresionista español, cuya faceta poética es igualmente reconocida.

## Biografía
Hijo del poeta y grafista Rafael Palomino Gutiérrez, y de Isabel Kayser Segovia, fue el tercero de cuatro hermanos, Rafael, Isabel y Capilla. En octubre de 1969 viaja a Valencia a estudiar bellas artes. A su regreso a Jaén y tras contraer matrimonio, traslada su residencia desde el centro del casco antiguo a la calle Maestra, donde establece su primer estudio. Realiza sus primeras exposiciones colectivas en 1968. En 1970 recibe el galardón extraordinario en el Premio Nacional de Pintura celebrado en Cazorla.
En sus primeros años es patente la influencia de Picasso. No obstante, su obra más difundida se centra en el costumbrismo de los rincones más típicos de Jaén, destacando su dibujo de las tascas y el paisanaje de las calles del centro. Así bares como el Bigotes, Carmen, Hermandades, Paredes, Patio..., donde escoge la representación de la taza del inodoro o del paquete de tabaco sobre la barra como motivos en los que contextualizar sus otros lienzos con retratos de los mendigos, barrenderos y cartoneros que recorrían puntuales su entorno como un paisaje más.
Los vecinos de las populares y céntricas casas jienenses fueron otro motivo de estudio en su obra, como Felix con el gato (1982), un anciano encorvado tras el marco que constituye el umbral de la puerta de su vivienda; gesto cotidiano que captura para centrarse en los detalles de la vestimenta anticuada del viejo, acorde sin embargo con la antigüedad del rellano en el que el hombre contempla al animal.
Sus cuadros con rincones arquitectónicos y naturales de la ciudad y sus alrededores, en los que suele ser más acusado su expresionismo, así como sus alegorías, completan su principal trabajo, compuesto por más de 750 obras entre óleos, serigrafías y dibujos.
Su faceta poética se encuentra recogida en los libros de 1984, Tangente atmósfera y Por mi culpa, por mi culpa, por mi putísima culpa, y de 1993, El capote de la muerte. Frecuentemente citados como exposición de su labor literaria han sido los siguientes versos, en los que aúna su expresión como pintor y poeta:

Me están mirando mis colores
advirtiéndome del tiempo que pasó,
el ojo izquierdo las manos
el derecho las canas.